# Břetislav Holakovský

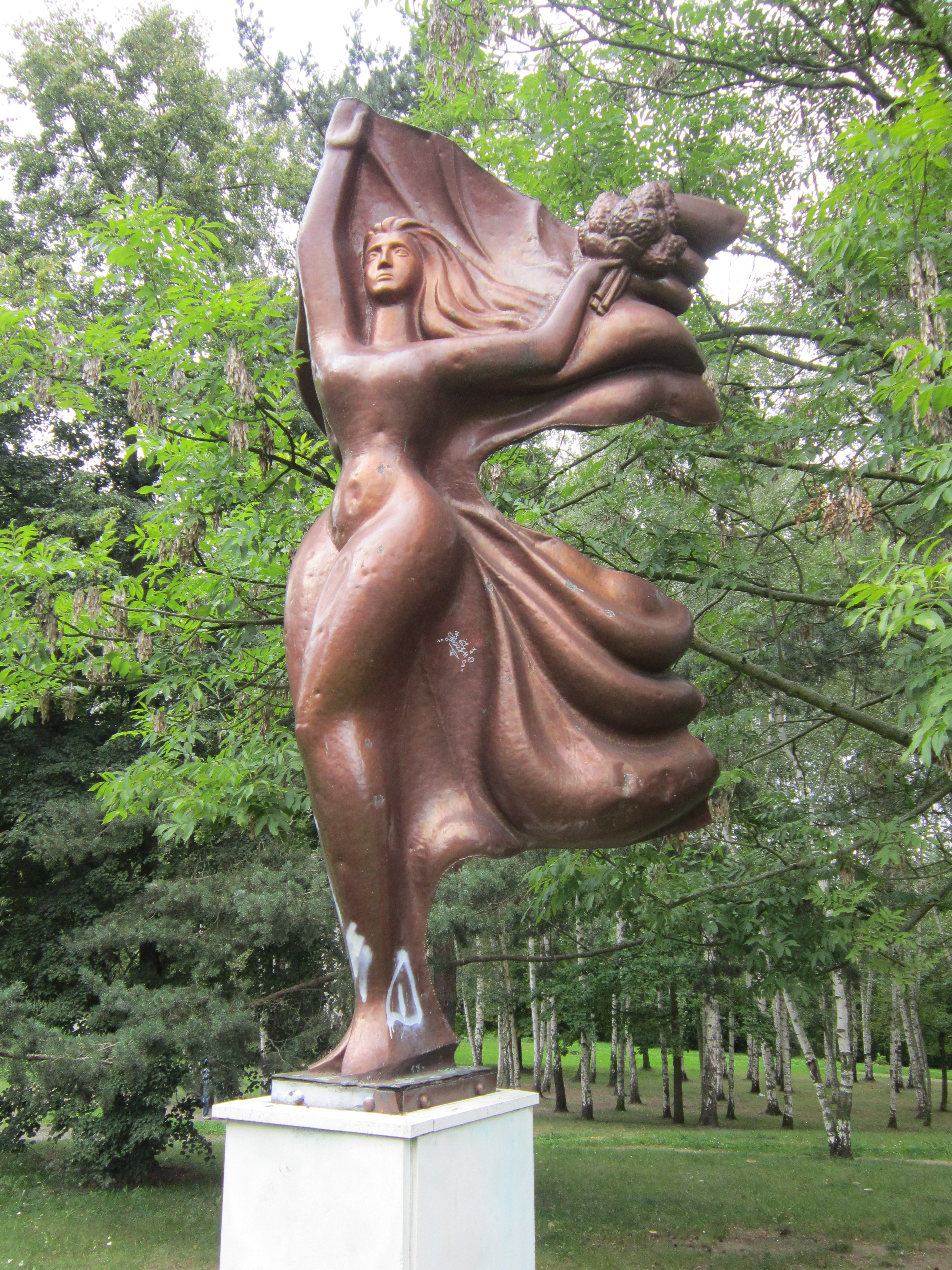
Plastika Vítání v parku na Doubravce v Plzni

Břetislav Holakovský (18. července 1926, Předlice – 29. července 2018) byl sochař a medailer působící v Plzni.

## Život
V letech 1948 až 1953 vystudoval Vysokou školu umělecko průmyslovou v Praze u prof. J. Nušla a prof. B. Stefana. Po absolvování vojenské služby odešel do Plzně, kde působí dodnes. Jeho doménou je technika tepaného měděného plechu. Působil zejména v rozmezí šedesátých až osmdesátých let, kdy realizoval řadu oficiálních zakázek. V roce 1987 mu byl udělen titul zasloužilý umělec. Po roce 1989 provozoval několik let v ateliéru u svého domu v Plzni-Radčicích Galerii Art Domar.